# Церква Різдва Пресвятої Богородиці (Бучач)
Церква Різдва Пречистої Богородиці (пол. cerkiew Narodzenia Matki Najświętszej) — втрачена культова споруда колишнього села Нагірянки (тепер у межах м. Бучача, Тернопільська область). Парафіяльний храм мешканців Нагірянки.

## Відомості
Час будівництва церкви невідомий, як і особа чи особи, які сприяли її зведенню, а також будівничі храму.
Одним з парохів був о. Костянтин, згаданий у міських актах Бучача: місто надало йому «сад (пол. ogród) на пасіці на один день оранки». Останній парох — бучацький  декан УГКЦ о. Михайло Волянський. Після його смерті парафія була приєднана до парафії церкви святого Миколая.
У березні 1757 року дідич Бучача Микола Василь Потоцький надав своїм привілеєм для церкви певне майно, однак пізніше привілей згорів. Тому Микола Василь Потоцький був змушений повторно видати 20 січня 1764 року новий. 
За відомостями генеральної візитації 17 липня 1761 року «резиденція» пароха розташовувалася «із заходу», обійстя священика межувало з обійстям пароха церкви святого Миколая. За інвентаризацією з липня 1793 року церква посідала 23 «шнури» орного поля, три «шнури» сіножаті.
Точний час зникнення церкви невідомий, відомо, що вона не існувала на момент написання отцем-домініканцем Садоком Барончом книги «Pamiątki buczackie», надрукованої 1882 року у Львові.